# Melittia hampsoni
Melittia hampsoni is een vlinder uit de familie wespvlinders (Sesiidae), onderfamilie Sesiinae.
Melittia hampsoni is voor het eerst wetenschappelijk beschreven door Beutenmüller in 1894. De soort komt voor in het Oriëntaals gebied.